# بخش جکسون (شهرستان کلرمونت، اوهایو)
بخش جکسون (به انگلیسی: Jackson Township) یک منطقهٔ مسکونی در ایالات متحده آمریکا است که در شهرستان کلرمونت، اوهایو واقع شده‌است.
 بخش جکسون ۸۱٫۲ کیلومتر مربع مساحت و ۲٬۹۸۰ نفر جمعیت دارد و ۲۷۷ متر بالاتر از سطح دریا واقع شده‌است.